# Арсенал Шипка
Шипка — болгарский пистолет-пулемёт.

## Описание
Оружие разработано и производится на оружейном заводе "Arsenal Ltd." в городе Казанлык.
Автоматика имеет затвор со свободным ходом.
Ударно-спусковой механизм даёт возможность только автоматического огня. Слева находится рукоятка взведения затвора.
Пистолет-пулемёт имеет автоматический предохранитель.
Ложа пистолета-пулемёта объединена с пистолетной рукояткой, изготовлена из пластика.
Защёлка магазина размещена за приёмником магазина.
Приклад изготовлен из проволоки. Прицел открытый.
На оружие может быть установлен глушитель звука выстрела и лазерный целеуказатель.
По данным производителя, ресурс оружия составляет 5000 выстрелов.